# Acho
Acho (gruz. ახო) – wieś w Gruzji, w Republice Autonomicznej Adżarii, w gminie Keda. W 2014 roku liczyła 594 mieszkańców.